# Солянский тупик
Соля́нский тупик — небольшая улица в центре Москвы от Солянского проезда, в Таганском районе.

## Происхождение названия
Тупик назван в конце XIX — начале XX веков по Солянскому проезду, к которому примыкает.

## Описание
Солянский тупик начинается от Солянского проезда у церкви Всех Святых на Кулишках, спускается на юг и заканчивается в городской застройке. В начале тупика расположен один из выходов станции метро «Китай-город».

## Примечательные здания и сооружения
По нечётной стороне:
- № 1/4, строения 1, 2 — Доходный дом с торговыми помещениями храма Всех Святых на Кулишках (1810-е; 1827; 1890-е)[1]